# Diastéréoisomérie
 (mars 2009).
Si vous disposez d'ouvrages ou d'articles de référence ou si vous connaissez des sites web de qualité traitant du thème abordé ici, merci de compléter l'article en donnant les références utiles à sa vérifiabilité et en les liant à la section « Notes et références ».

Deux diastéréoisomères :
- acide maléique : forme Z (et cis) ;
- acide fumarique : forme E (et trans).

La diastéréoisomérie est une stéréoisomérie de configuration qui n'est pas  énantiomérique. Le terme est également fréquemment contracté en « diastéréomérie ».
Les diastéréoisomères sont des molécules qui ont le même enchaînement d'atomes, mais qui ne sont ni superposables, ni image l'une de l'autre dans un miroir.
Des isomères cis et trans (plus particulièrement pour un composé alicyclique), ou Z et E (pour les chaînes carbonées avec liaison double), les anomères, épimères, invertomères sont des diastéréoisomères.
Pour concevoir un diastéréoisomère à partir d'une molécule possédant plusieurs centres stéréogènes, il suffit de changer la configuration absolue d'un de ses centres stéréogènes.

cis-1,2-Dichlorocyclohexane
trans-1,2-Dichlorocyclohexane

Les diastéréoisomères se distinguent généralement par certaines de leurs propriétés physiques et chimiques. Ce dernier point rend possible la séparation de deux énantiomères d'un racémique, grâce à l'ajout d'un radical chiral et énantiomériquement pur et donc par transformation du mélange en deux diastéréoisomères. Par la suite, la réaction inverse, effectuée après séparation des diastéréoisomères, procure respectivement les deux énantiomères précédemment mélangés.

## Diastéréoisomérie géométrique
La diastéréoisomérie géométrique est un des types de stéréoisomérie impliquant deux diastéréoisomères.

## Érythro/thréo
Deux préfixes communs utilisés pour distinguer certains diastéréoisomères sont thréo et érythro. Quand il est dessiné en projection de Fischer, l'isomère érythro a deux substituants identiques du même côté tandis que ceux de l'isomère thréo sont répartis des deux côtés. Les noms de ces marqueurs dérivent de ceux d'aldoses diastéréoisomériques, l'érythrose (un sirop) et le thréose (point de fusion de 126 °C).
Un autre composé thréo est la thréonine, un des acides aminés essentiels et dont le diastéréoisomère érythro est appelé « allo-thréonine ».
|                           |                           |
| L-Thréonine (2S,3R).      | D-Thréonine (2R,3S).      |
|                           |                           |
| L-allo-Thréonine (2S,3S). | D-allo-Thréonine (2R,3R). |